# Andrée de Chauveron
Andrée de Chauveron, née le 5 septembre 1890 dans le 8e arrondissement de Paris et morte le 9 juin 1965 dans le 7e arrondissement de Paris, est une actrice française, sociétaire honoraire de la Comédie-Française.

## Biographie
Andrée de Chauveron, fille d'Albert de Chauveron et de Marie Eugénie Coiffard, est née le 5 septembre 1890 à Paris VIIIe et morte le 9 juin 1965 à Paris VIIe. Orpheline jeune, elle fut adoptée par André Monvoisin en vertu d’un arrêt rendu le 13 juillet 1921 par la cour d’appel de Paris, d'où le fait qu'elle apparaisse aussi sous le nom d'Andrée Monvoisin.
Elle épouse le 7 avril 1914 Marie Laurent Bernard Desplas, puis le 12 mai 1919 Alphonse Séché, homme de théâtre et poète. Elle n'a pas de descendance connue.
Elle était officier de la Légion d'honneur.
Elle est inhumée au cimetière de Cusset, dans l'Allier.

## Théâtre

### Comédie-Française
Entrée à la Comédie-Française en 1911
Sociétaire de 1929 à 1945, réengagée pensionnaire en 1946
379e sociétaire
Sociétaire Honoraire en 1957

## Filmographie
- 1934 : La Nuit imprévue de Calude Allain et Max Maxudian (court métrage)
- 1943 : Arlette et l'Amour de Robert Vernay : Madame Millois
- 1946 : Les Malheurs de Sophie de Jacqueline Audry : La préfète Hugon
- 1951 : La Maison Bonnadieu de Carlo Rim : Mme Mascaret
- 1958 : Le Bourgeois gentilhomme de Jean Meyer : Mme Jourdain